# 鶴来別院
鶴来別院（つるぎべついん）は、石川県白山市（旧・石川郡鶴来町）鶴来清沢町ヨ12にある真宗大谷派の寺院（別院）。本尊は阿弥陀如来。

## 歴史
かつて清沢（現在の白山市鶴来清沢町）に、蓮如上人の七男である蓮悟によって清沢坊が創建された。その後蓮如上人の十男である実悟が入り、本願寺から願得寺の寺号を許された。清沢願得寺は石川郡の御山とされ、石川郡における真宗門徒が集まる場となったが、1531年（享禄4年）には享禄の錯乱と呼ばれる一向一揆の内紛によって廃絶した。その後、天文年間（1532年～1555年）には大御坊と呼ばれる惣道場（そうどうじょう）が建立され、江戸時代には鶴来における聞法の拠点だった。
1880年（明治13年）4月には大御坊が金沢別院鶴来支院を公称するようになり、門徒によって新たな本堂建立の機運が高まった。1881年（明治14年）3月には仮御堂が建てられている。1890年（明治23年）には藤原安貞を棟梁として本堂十分一之図が作成され、1891年（明治24年）10月に起工すると、8年後の1899年（明治32年）に完成した。1903年（明治36年）11月には金沢別院から独立し、鶴来別院に昇格した。

## 境内

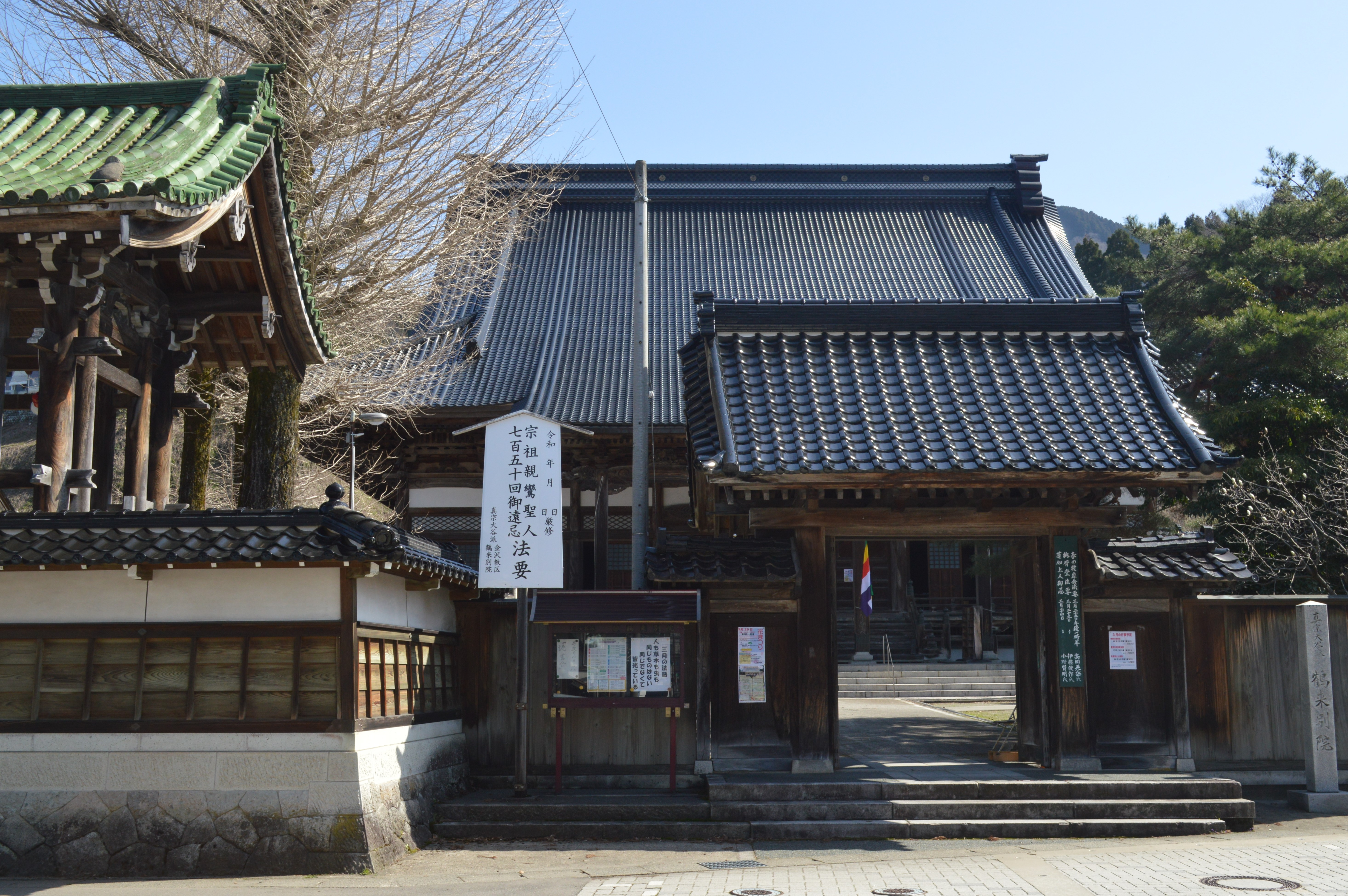
山門・本堂・鐘楼堂

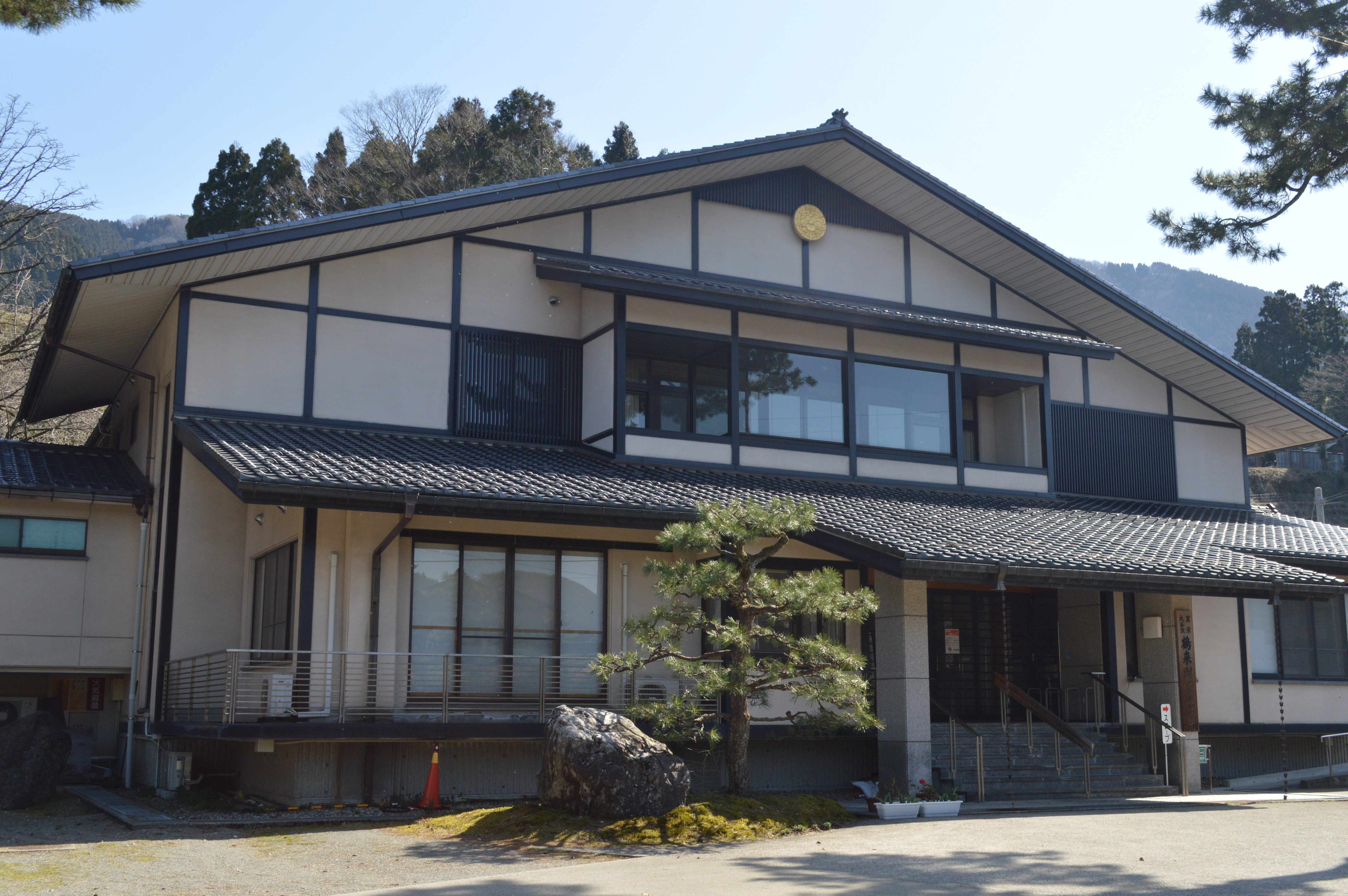
鶴来別院会館

- 本堂 - 木造、入母屋造、平屋建、桟瓦葺[2]。桁行9間、梁間8間[2]。
- 山門 - 加賀藩筆頭家老を歴任した本多家の武家屋敷の門を移築したもの。
- 鐘楼堂 - 2020年（令和2年）3月には「鶴来別院晩鐘」が新鶴来八景に選定された。
- 鶴来別院会館

## 年中行事
- 1月1日 - 修正会
- 3月21日 - 春の彼岸会
- 3月22日 - 納骨堂法要
- 3月23日 - 蓮如上人御忌
- 7月11日・12日	- 特別永代経法要
- 7月30日～8月3日 - 暁天講座
- 8月13日～16日	- 盂蘭盆会
- 9月23日 - 秋の彼岸会
- 9月24日 - 納骨堂法要
- 10月28日～30日 - 報恩講
- 10月30日 - 帰敬式（おかみそり）
- 12月16日 - 尼報恩講
- 12月31日 - 初鐘

出典 - 公式サイト

## 文化財

### 市指定文化財
- 鶴来別院本堂（建造物）

1899年（明治32年）に建築された。明治期に建築された石川県の木造建築物としては有数の規模を持つ。1978年（昭和53年）2月22日に鶴来町有形文化財に指定された。
木造、入母屋造、平屋建、桟瓦葺。桁行9間、梁間8間。境内中央に西面して建っている。正面に一間向拝を付け、正側面に落縁を巡らせている。屋根は勾配が急であり、たちが高い。4本の向拝柱は唐戸面の角柱だが、その他はほとんどが円柱である。内部は典型的な真宗本堂の配置をしている。ケヤキの大木をふんだんに使った大伽藍であり、細部には室町時代風の様式や手法が採用されている。内陣と外陣を分ける仕切り上の欄干は富山県井波から招いた彫刻師によるものであり、上部には精巧な格天井を有する。
- 薬師如来懸仏（工芸品）

1977年（昭和52年）2月28日に鶴来町有形文化財に指定された。
- 金劔宮仏供箱と古銭（工芸品）

1977年（昭和52年）2月28日に鶴来町有形文化財に指定された。

## 基本情報
所在地
- 920-2124 石川県白山市鶴来清沢町ヨ12

交通アクセス
- 北陸鉄道石川線鶴来駅から徒歩5分